# Luigi Pieroni
Luigi Pieroni (Lieja, Bélgica, 8 de septiembre de 1980) es un futbolista belga, actualmente se desempeña como delantero en el Arles-Avignon.

## Clubes
| Club              | País    | Año         | Partidos | Goles |
| Standard de Lieja | Bélgica | 1998 - 1999 | 0        | 0     |
| RFC Lieja         | Bélgica | 1999 - 2003 | 92       | 28    |
| RE Mouscron       | Bélgica | 2003 - 2004 | 30       | 28    |
| AJ Auxerre        | Francia | 2004 - 2007 | 80       | 21    |
| FC Nantes         | Francia | 2007 - 2008 | 15       | 1     |
| RC Lens           | Francia | 2008        | 12       | 2     |
| RSC Anderlecht    | Bélgica | 2008        | 12       | 3     |
| Valenciennes FC   | Francia | 2008 - 2010 | 13       | 2     |
| KAA Gent          | Bélgica | 2010        | 8        | 1     |
| Standard de Lieja | Bélgica | 2010 - 2011 | 19       | 2     |
| Arles-Avignon     | Francia | 2011 -      | 0        | 0     |

- Datos: Q945716